# عمر رمضان
عمر رمضان (مواليد 4 نوفمبر 1999، لاعب كرة قدم مصري من مواليد الإمارات يجيد اللعب في خط الهجوم.
مثل نادي الجزيرة في الفئات السنية و تدرج معهم حتى وصل للفريق الأول عام 2020 و أعير إلى نادي الفجيرة مطلع عام 2022.
و هو شقيق لاعب منتخب الإمارات عبد الله رمضان .